# László Varga (episcop)
László Varga  (n. 17 august 1956, Tapolca, Veszprém, Ungaria) este un episcop romano-catolic maghiar.